# 보두앵 (벨기에)
보두앵(프랑스어: Baudouin, 1930년 9월 7일 ~ 1993년 7월 31일)은 벨기에의 제5대 국왕으로 1951년 자신의 부친의 퇴위로부터 1993년 사망할 때까지 국가를 다스렸다. 그는 콩고의 주권자임에 마지막 벨기에 국왕이었다.
그는 레오폴 3세와 그의 부인 스웨덴의 아스트리드의 맏아들이었다. 그와 그의 부인 파비올라 왕비가 자식이 없었기 때문에 보두앵의 사망에 왕위는 그의 동생 알베르 2세에게 전달하였다.

## 왕위에 오르다

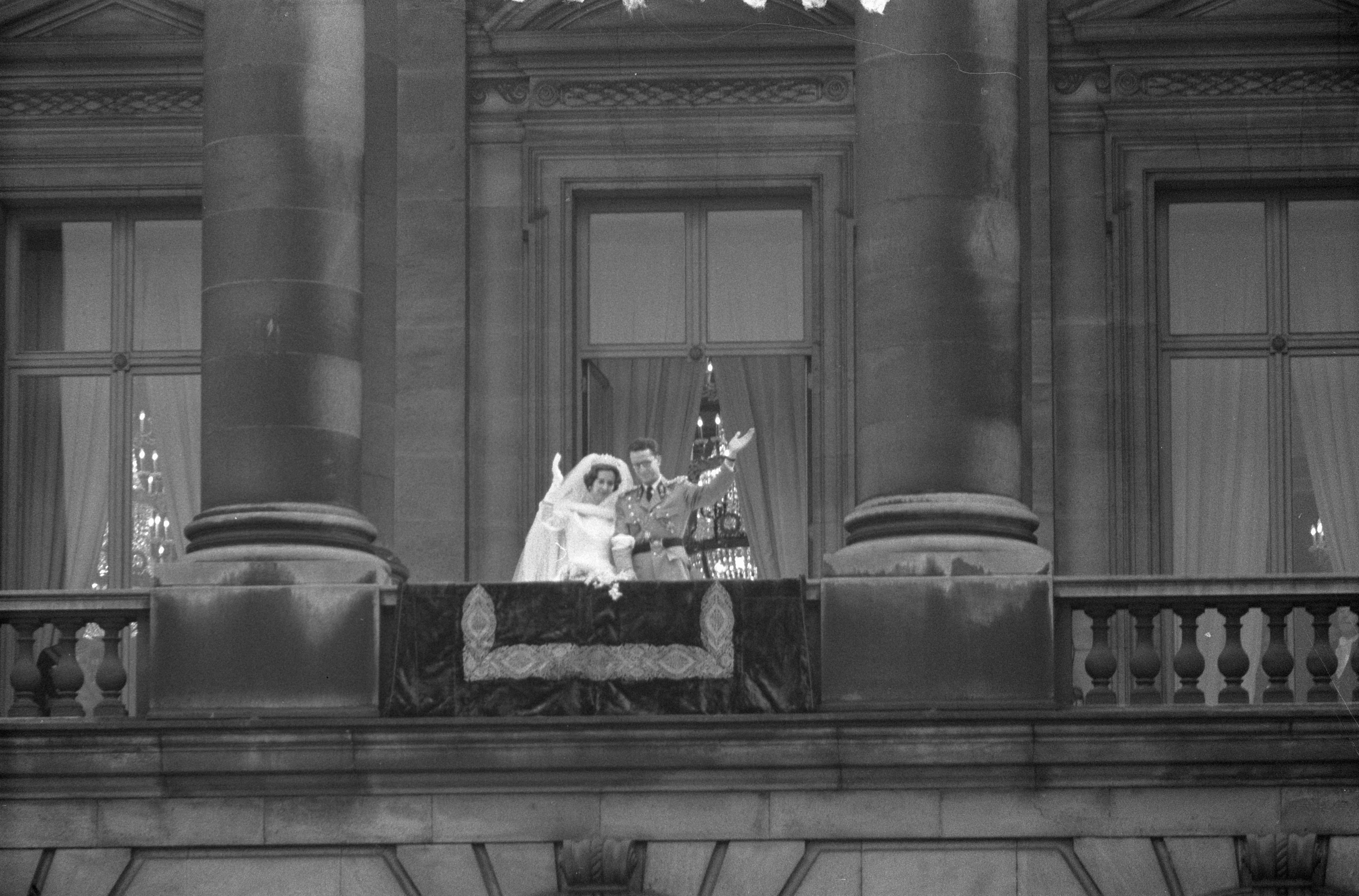
보두앵과 파비올라의 결혼식 (1960년)

브뤼셀 라컨의 스타위벤베르흐 궁전에서 당시 브라반트 공작 레오폴 왕자와 그의 첫 부인 스웨덴의 아스트리드의 맏아들이자 2번째 자식으로 태어났다. 1934년 그의 부친은 레오폴 3세로서 벨기에의 국왕이 되었고, 보두앵 왕자는 브라반트 공작이 되었다. 보두앵의 모친은 1935년 자동차 사고로 사망하였다.
레오폴 3세의 인기 없음의 일부는 잉글랜드 출신의 벨기에 하원 메리 릴리안 베일스 (후에 레티의 공주)에게 1941년 2번째 결혼의 결과였다. 더많은 논쟁적은 제2차 세계 대전이 일어난 동안 벨기에가 1940년 독일군에 의하여 침입될 때 나치 독일에게 항복하는 데 레오폴의 결정으로 지내왔으며 많은 벨기에 국민들은 그의 충성들을 의문하였으나 전쟁이 끝난 후 문의의 위원회는 반역에서 그를 쫓아 냈다. 유쾌한 상태로 회복되었어도 레오폴을 둘러싼 논쟁은 그의 퇴위로 이끌었다.
전쟁이 일어난 동안 노르망디 상륙에 이어 국왕은 아돌프 히틀러의 명령에 의하여 국외로 추방되었다.
레오폴 3세는 1950년 8월 11일 왕세자로서 벨기에 국회 연합 의원 앞에 헌법적 맹세를 한 자신의 아들 보두앵 왕자에게 자신의 왕권을 위임하는 법률을 찬성하는 데 벨기에 정부와 국회에 요청하였다. 그는 부친의 퇴임에 이어진 하루 1951년 7월 17일 왕위에 올라 헌법적 맹세에 벨기에의 국왕이 되었다.
콩고인들은 어린 국왕을 "Mwana Kitoko" ("아름다운 소년")으로 불렀다.

## 결혼 생활
1960년 12월 15일 보두앵은 스페인 출신 파비올라 데 모라 이 아라곤과 브뤼셀에서 결혼하였다. 국왕과 왕비는 자녀가 없었으며, 다섯 차례나 유산한 적이 있다.

## 주목할 만한 이벤트들

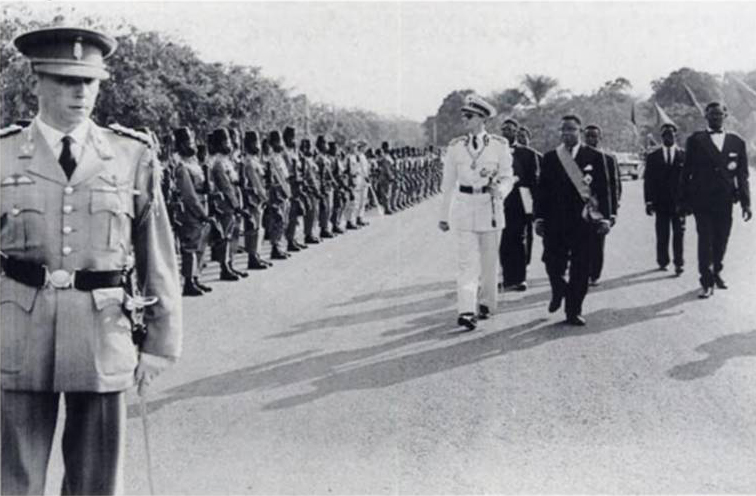
1960년 콩고의 독립 기념식을 위하여 레오폴드빌에 도착한 보두앵

보두앵의 통치 동안 벨기에령 콩고의 식민지가 독립하게 되었다. 공안군의 마지막 기념식 사열에 이어 행렬이 있는 동안 국왕의 왕립 사브르가 앙브루아즈 보임보에 의하여 순간적으로 훔쳐졌다. 다음날 국왕은 콩고의 총리 파트리스 루뭄바에 의하여 격렬한 반응을 받은 연설을 하였다.
보두앵과 프랑스의 대통령 샤를 드 골은 존 F. 케네디 (1963년 11월)와 그의 전임자 드와이트 D. 아이젠하워 (1969년 3월)의 장례식들에 참석하는 데 2명의 현저한 세계 지도자들이었다. 케네디의 장례식에서 그는 외무 장관이자 3회의 전 총리 폴앙리 스파크에 의하여 동행되었다. 아이젠하워의 장례식에서 그는 가스통 에이스컨스 총리에 의하여 동행되었다.
1976년 보두앵의 즉위 25 주년에 벨기에 국민들의 생활 조건을 향상시키는 목적과 함께 보두앵 국왕 재단이 형성되었다.
그는 1960년 자신에게 수여된 스페인에서 황금양모 기사단의 1,176번째 기사였으며 또한 교황의 그리스도 최고훈장의 마지막 생존 기사이기도 하였다.

## 종교적 영향들

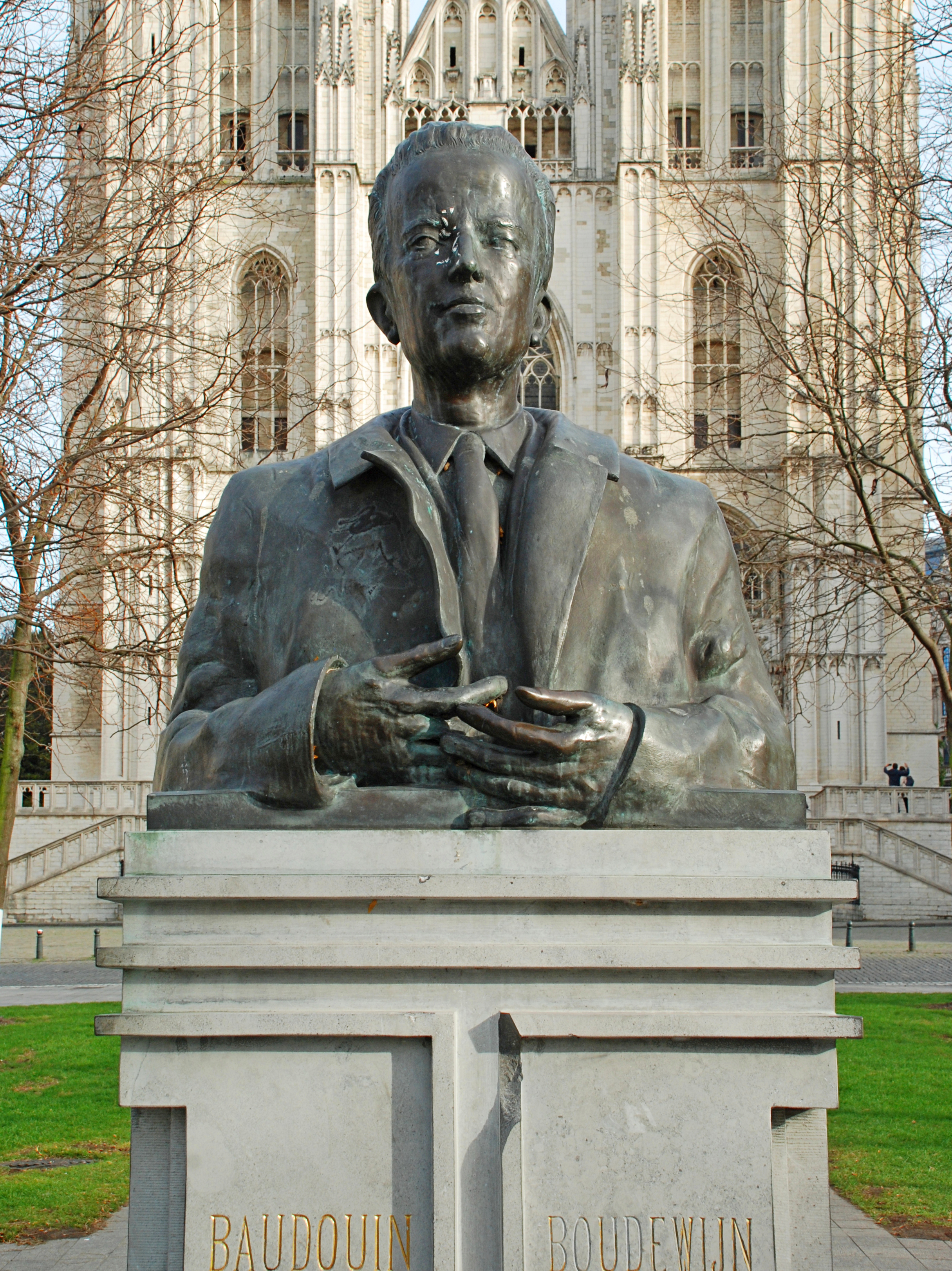
브뤼셀 성당 앞에 세워진 보두앵의 동상

보두앵은 독실한 로마 가톨릭 교도였다. 레오 요제프 수에넨스의 영향력을 통하여 보두앵은 자라나는 가톨릭 카리스마 혁신에 참가하였고, 파레르모니알의 프랑스 성당으로 순례 여행에 정규적으로 갔다.
1990년 국회에 의하여 찬성된 낙태법을 자유화한 법률이 로제르 랄레망과 뤼시엔 헤르만미시엘선스에 의하여 제출될 때 그는 법령에 왕의 동의를 주는 데 거부하였다. 이 일은 전례가 없었으며 보두앵이 데 유레 벨기에의 최고 경영자였어도 왕의 동의는 오랫동안 정식 절차로 지내왔다. 하지만 자신의 종교적 신념의 이유로 보두앵은 자신이 법률로 법안을 서명하는 데 피할 수 있던 일시적으로 그렇게 통치하지 못하는 자신을 선언하였다. 빌프리트 마르턴스 아래 정부는 그해 4월 4일 그의 요청으로 편집하였다. 벨기에 헌법의 규정에 의하면 국왕이 일시적으로 다스릴 수 없던 이벤트에서 국가 원수의 전체적으로 역할 수행으로서 정부를 다스릴 수 없었다고 한다. 정부의 모든 일원들이 법안을 서명하였고, 다음날 (4월 5일) 정부는 보두앵이 다시 통치할 수 있었다고 선언하였다.

## 보두앵과 파트리스 루뭄바의 사망

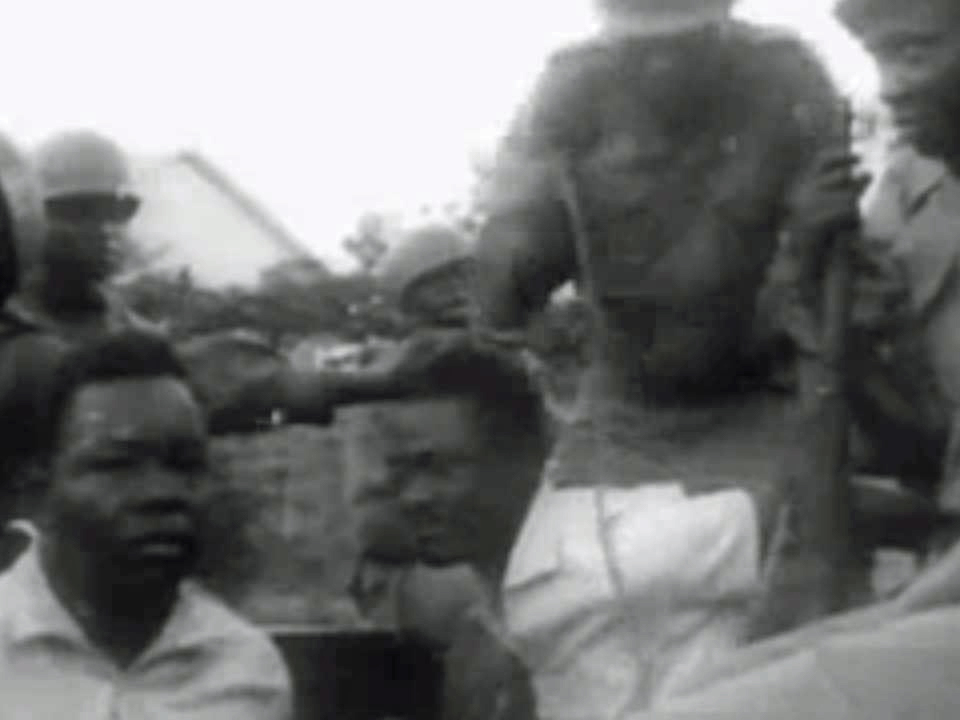
루뭄바의 체포

1960년 보두앵은 콩고의 벨기에 식민지 독립을 선언하였다. 독립 선언이 있는 동안 보두앵은 자신이 "천재"로 묘사한 콩고의 첫 벨기에인 소유자 레오폴 2세의 행위를 자신이 축한 것에 크게 경쟁한 연설을 하였다. 독립의 날에 같은 이벤트에서 민주적으로 선출된 콩고의 초대 총리 파트리스 루뭄바는 벨기에 정권을 위하여 매우 비판적이었던 연설에 응답하였다. 루뭄바는 많은 콩고인들의 살해, 모욕과 굴욕, 그리고 그들이 고통 받은 노예제를 언급하였다.
루뭄바의 연설은 보두앵 국왕을 격노시켰고, 둘다 사이에 가혹한 갈등을 시작하였다. 콩고의 독립 후, 자원이 풍부한 카탕가 주는 이 지방에 비지니스 관심사와 함께 한 벨기에의 회사들과 벨기에 정부로부터 실질적인 군사적과 재정적 성원을 받은 분리 독립을 세웠다. 보두앵 국왕은 레오폴 훈장에 기사 작위를 받은 카탕가 주의 정치인 모이즈 촘베와 함께 자신의 관계를 강화하였다. 그 동안 CIA는 물론 벨기에 정부는 루뭄바를 살해하는 데 계획들을 직접 성원하거나 결성하였다.
1960년 12월 초순 루뭄바와 2명의 동료들은 레오폴드빌로부터 대략 50km 떨어진 군사 막사에 투옥되었다. 그들은 미숙하고 학대를 받았으며 1961년 1월 중순에 풀려났다. 몇시간 안에 루뭄바는 다시 사로 잡히고, 새로운 장소로 옮겨지고, 매를 맞았으며 몇시간 안에 벨기에군의 명령 아래 콩고군에 의하여 사형을 당하였다. 1명의 벨기에 경찰관은 루뭄바의 몸을 자르고 시체를 산성에 해산하였다.
2001년 벨기에 정부에 의하여 세워진 국회 조사는 훗날의 독재자 모부투 세세 세코와 카탕가 주의 반란자 촘베 두 사람이 "만약 가능한 육체적으로 루뭄바를 중립시키는 데" 벨기에의 히 베버르 대령에게 동의한 것에 의하여 세워진 살인 계획의 소식에 보두앵 국왕이 다른이들 중에 있었다는 것을 결론을 내렸다. 지식이 있던 국왕은 더 이상 아무것도 하지 않았고, 이 태만은 국왕이 계획들을 세우는 데 명령을 내린 증거가 없었어도 국회 조사에 의하여 "국왕에 책임이 있는 것"으로 묘사되었다.

## 사망, 계승과 영예
보두앵은 42년간 국가를 통치하였다. 1993년 7월 31일 그는 스페인 남부 모트릴에 있는 빌라아스트리다에서 심근경색으로 사망하였다. 1992년 3월 국왕이 파리에서 승모관 탈수로 수술을 받았어도 그의 사망은 아직도 뜻밖에 왔고 벨기에의 거의를 깊은 애도의 시기로 보냈다. 그의 사망은 소식이 일어날 때 15시간 절정에 도달한 1993년 〈스파의 24시간〉 스포츠카 경주를 현저하게 멈추었다.
몇 시간 안에 왕궁의 문들과 엔클로저는 국민들이 자발적으로 가져온 꽃들에 의하여 덮혀졌다. 몸의 조망은 중앙 브뤼셀에 있는 왕궁에서 열려 500,000명의 국민들이 자신들의 경의를 표하러 왔다. 많은 이들은 마지막으로 자신들의 국왕을 보는 데 무더위에 14시간이나 줄을 서 기다렸다. 유럽 왕실의 다른 일원들과 함께 중에 영국의 엘리자베스 2세 여왕과 다른 영연방 국가들이 장례식에 참석하였다 (군주로서 직접 그녀 자신에 의하여 여태까지 참석된 단 하나의 외국의 장례식이었다). 일본의 아키히토 천황이 참석하면서 전 유럽의 군주들이 장례식에 참석하였다. 비 왕실 객원들은 유엔 사무총장 부트로스 부트로스 갈리, 유럽 공동체 위원장 자크 들로르, 프랑스의 대통령 프랑수아 미테랑, 이집트의 대통령 호스니 무바라크, 독일의 대통령 리하르트 폰 바이츠제커, 폴란드의 대통령 레흐 바웬사, 이탈리아의 대통령 오스카르 루이지 스칼파로 같은 20명 이상의 대통령 혹은 지도자들을 포함하였으며, 전 미국 대통령 제럴드 포드도 또한 장례식에 있었다.
보두앵 국왕은 브뤼셀 라컨의 대성당에 있는 지하 왕실 묘지에 안치되었다. 그는 자신의 동생 알베르 2세에 의하여 계승되었다.

## 갤러리

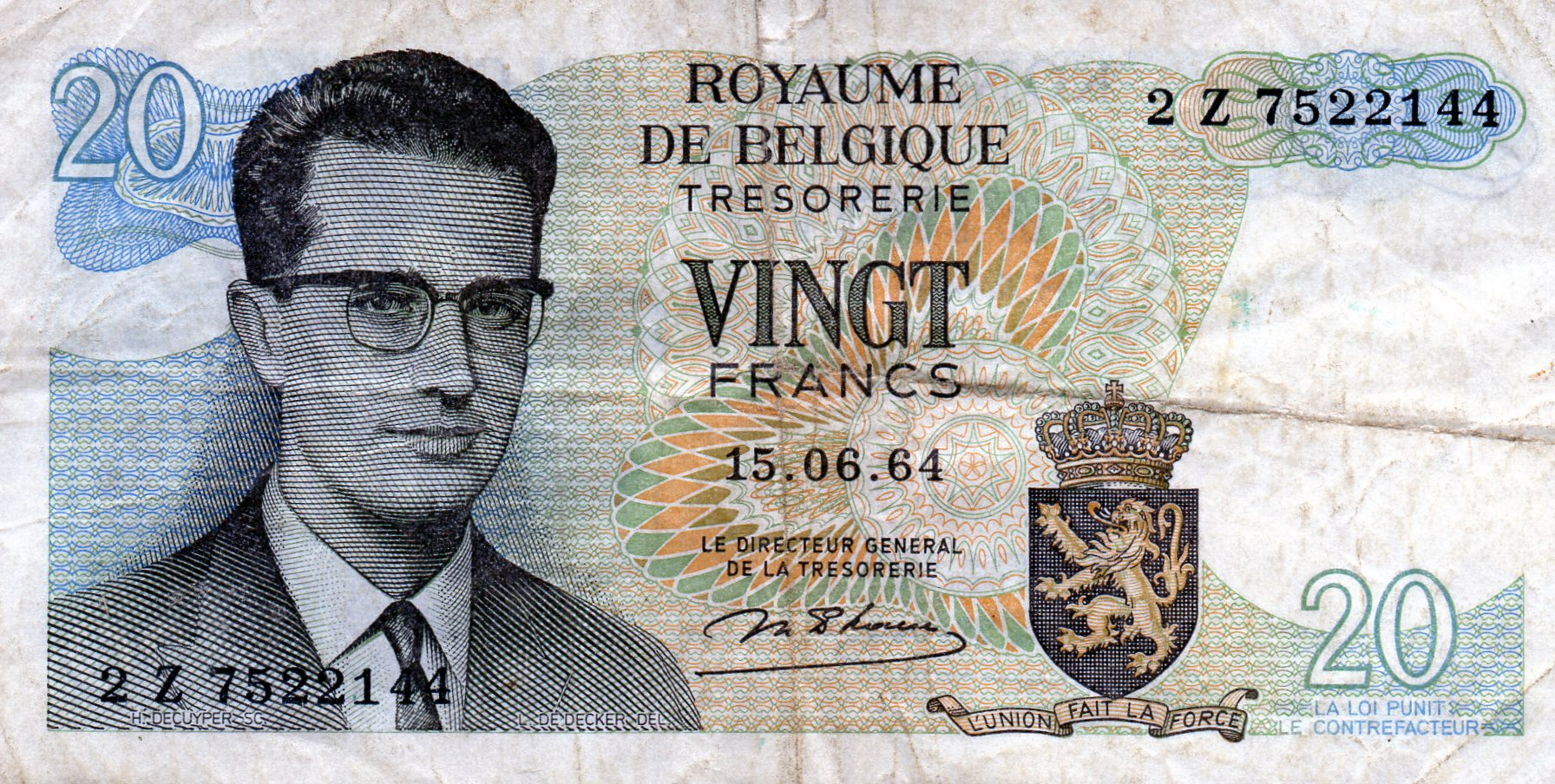
보두앵 국왕이 나온 20 프랑 지폐 (현재 €0.50)
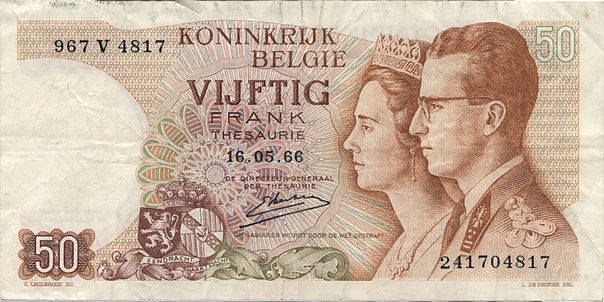
보두앵 국왕과 파비올라 왕비가 나온 50 프랑 지폐 (현재 €1.24)
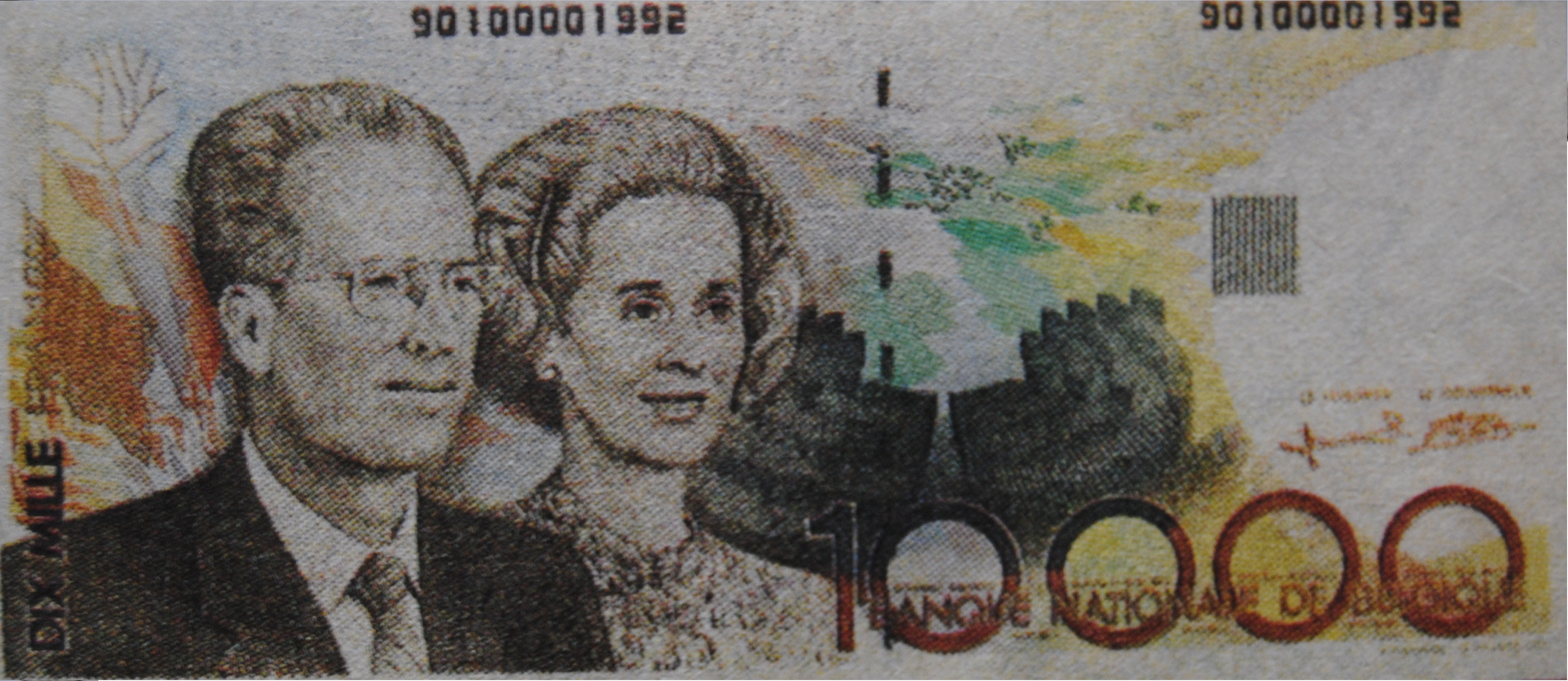
보두앵 국왕과 파비올라 왕비가 나온 10,000 프랑 지폐 (현재 €247.89)